# هاکنفلده
هاکنفلده (به آلمانی: Berlin-Hakenfelde) یک منطقهٔ مسکونی در آلمان است که در Spandau واقع شده‌است. هاکنفلده ۲۶٬۳۳۷ نفر جمعیت دارد.